# Кройц, Вильгельм
Вильге́льм Кройц (нем. Wilhelm Kreuz; род. 29 мая 1949, Вена) — австрийский футболист, игравший на позиции нападающего. После завершения игровой карьеры — тренер.
Выступал, в частности, за клубы «Адмира-Энерги» и «Фейеноорд», а также национальную сборную Австрии.

## Клубная карьера
Родился 29 мая 1949 года в городе Вена. Воспитанник юношеских команд футбольных клубов «Донау» (Вена) и «Адмира-Энерги».
Во взрослом футболе дебютировал в 1966 году выступлениями за команду «Адмира-Энерги», в которой провёл шесть сезонов (последний команда выступала уже под названием «Адмира-Ваккер» после объединения с клубом «Ваккер»), приняв участие в 147 матчах чемпионата. Большую часть времени, проведённого в составе команды, являлся основным игроком атакующего звена команды и одним из главных бомбардиров команды. Имел среднюю результативность на уровне 0,47 гола за игру первенства.
В сезоне 1970/71 годов Кройц с 26 голами стал лучшим бомбардиром австрийской Бундеслиги.

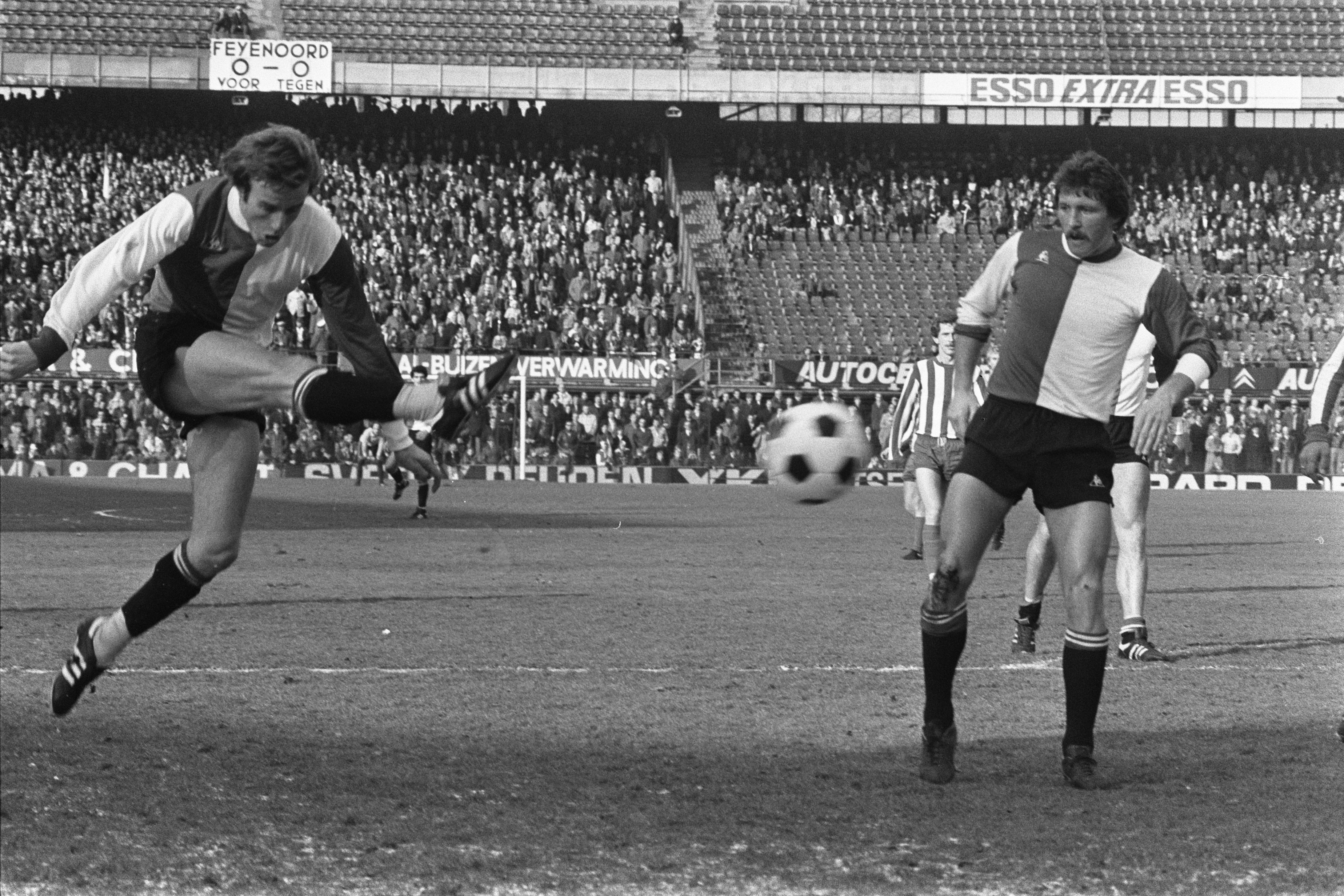
Вильгельм Кройц (справа) во время выступлений за «Фейеноорд». 1977 год.

В течение 1972—1974 годов защищал цвета голландского клуба «Спарта». Своей игрой за команду привлёк внимание представителей тренерского штаба клуба «Фейеноорд», к составу которого присоединился в 1974 году. Отыграл за команду из Роттердама следующие четыре сезона своей игровой карьеры. Играя в составе «Фейеноорда», в большинстве своём выходил на поле в основном составе команды и был среди лучших голеадоров. Отметился забитым голом в среднем в каждой третьей игре чемпионата.
Завершил игровую карьеру на родине в команде «Линц», за которую выступал на протяжении 1978—1982 годов.

## Выступления за сборную
19 апреля 1969 года дебютировал в официальных матчах в составе национальной сборной Австрии в игре отбора на чемпионат мира 1970 года против сборной Кипра, в которой забил гол.
В составе сборной был участником чемпионата мира 1978 года в Аргентине, на котором сыграл во всех шести играх турнира, а команда не преодолела второй групповой этап.
Всего в течение карьеры в национальной сборной, длившейся 13 лет, провёл в её форме 56 матчей, забив 10 голов.

## Карьера тренера
Начал тренерскую карьеру в 1986 году, войдя в тренерский штаб Августа Старека в клубе «Адмира/Ваккер». После увольнения Старека Кройц сам являлся главным тренером клуба с марта по июнь 1988 года, после чего возглавил «Линц».
В 1990 году стал главным тренером команды «Штоккерау», с которой сенсационно в 1991 году выиграл Кубок Австрии. Этот трофей стал первым в истории этого скромного клуба.
В дальнейшем возглавлял ряд небольших австрийских клубов, но никаких серьёзных результатов с ними не добился. Последним местом тренерской работы был клуб «Вимпассинг», главным тренером которого Вильгельм Кройц был в 2016 году.

## Достижения

### Личные
- Лучший бомбардир чемпионата Австрии: 1970/71[3]

### В качестве тренера
«Штоккерау»
- Обладатель Кубка Австрии: 1990/91

## Статистика выступлений
| Клуб               | Сезон            | Лига | Лига | Кубки | Кубки | Еврокубки | Еврокубки | Итого | Итого |
| Клуб               | Сезон            | Игры | Голы | Игры  | Голы  | Игры      | Голы      | Игры  | Голы  |
| ------------------ | ---------------- | ---- | ---- | ----- | ----- | --------- | --------- | ----- | ----- |
| Адмира-Энерги      | 1966/67          | 15   | 8    | 0     | 0     | 0         | 0         | 15    | 8     |
| Адмира-Энерги      | 1967/68          | 26   | 7    | 2     | 1     | 0         | 0         | 28    | 8     |
| Адмира-Энерги      | 1968/69          | 22   | 8    | 2     | 2     | 3         | 3         | 27    | 13    |
| Адмира-Энерги      | 1969/70          | 28   | 8    | 2     | 3     | 4         | 2         | 34    | 13    |
| Адмира-Энерги      | 1970/71          | 28   | 26   | 1     | 0     | 0         | 0         | 29    | 26    |
| Адмира-Энерги      | 1971/72          | 28   | 8    | 1     | 0     | 0         | 0         | 29    | 8     |
| Адмира-Энерги      | Итого            | 147  | 65   | 8     | 6     | 7         | 5         | 162   | 76    |
| Спарта (Роттердам) | 1972/73          | 31   | 15   | 4     | 2     | 0         | 0         | 35    | 17    |
| Спарта (Роттердам) | 1973/74          | 34   | 7    | 2     | 0     | 0         | 0         | 36    | 7     |
| Спарта (Роттердам) | Итого            | 65   | 22   | 6     | 2     | 0         | 0         | 71    | 24    |
| Фейеноорд          | 1974/75          | 33   | 21   | 2     | 0     | 4         | 4         | 39    | 25    |
| Фейеноорд          | 1975/76          | 33   | 13   | 2     | 0     | 2         | 0         | 37    | 13    |
| Фейеноорд          | 1976/77          | 34   | 10   | 2     | 0     | 8         | 2         | 44    | 12    |
| Фейеноорд          | 1977/78          | 32   | 12   | 2     | 1     | 0         | 0         | 34    | 13    |
| Фейеноорд          | Итого            | 132  | 56   | 8     | 1     | 14        | 6         | 154   | 63    |
| ФОЭСТ (Линц)       | 1978/79          | 33   | 16   | 4     | 2     | 0         | 0         | 37    | 18    |
| ФОЭСТ (Линц)       | 1979/80          | 34   | 13   | 3     | 2     | 0         | 0         | 37    | 15    |
| ФОЭСТ (Линц)       | 1980/81          | 21   | 6    | 2     | 1     | 6         | 2         | 29    | 9     |
| ФОЭСТ (Линц)       | 1981/82          | 24   | 2    | 3     | 0     | 0         | 0         | 27    | 2     |
| ФОЭСТ (Линц)       | Итого            | 112  | 37   | 12    | 5     | 6         | 2         | 130   | 44    |
| Айзенштадт         | 1982/83          | 3    | 0    | 1     | 0     | 0         | 0         | 4     | 0     |
| Айзенштадт         | Итого            | 3    | 0    | 1     | 0     | 0         | 0         | 4     | 0     |
| Всего за карьеру   | Всего за карьеру | 459  | 180  | 35    | 14    | 27        | 13        | 521   | 207   |